# 大津いじめ自殺事件
大津いじめ自殺事件（おおついじめじさつじけん）は、2011年（平成23年）10月11日に、滋賀県大津市の市立皇子山中学校に通学していた2年生の男子生徒X（当時14歳）が、同級生たちからのいじめを苦にして自宅マンションから飛び降り自殺したことを発端に発覚した事件。報道では大津いじめ事件、大津市のいじめ自殺問題、大津市立中学の男子生徒いじめ自殺問題、大津市のいじめ問題、大津市の生徒自殺問題、大津市立中学生いじめ自殺事件などと呼称される。また学校名を報じている『中日新聞』では大津市皇子山中いじめ事件、皇子山中いじめ事件という名称も用いられていた。
事件前後の学校と教育委員会の隠蔽体質が問題視され、大きく報道された。翌2012年（平成24年）には本事件がきっかけとなり、いじめ防止対策推進法が国会で可決されることになった。

## 事件の経緯
大津市立皇子山中学校の2年生だった被害者の男子生徒Xは、2011年9月29日に市内の陸上競技場で開催された体育大会の際、同級生3人から両手を鉢巻きで縛られたり、口を粘着テープで塞がれたりなどの暴行を受けた。3人は10月8日にも被害者宅を訪れ、自宅から貴金属や財布を盗んだ。被害者は自殺前日に自殺を仄めかすメールを加害者らに送ったが、加害者らは相手にしなかった。男子生徒は10月11日朝、自宅マンション14階から飛び降り自殺した。被害者の自殺後も加害者らは自殺した生徒の顔写真に穴を空けたり落書きをしたりしていた。学校と教育委員会は自殺後に、担任を含めて誰もいじめの事態に気付いていなかった、知らなかったと一貫して主張していた。後の報道機関の取材で、学校側は生徒が自殺する6日前に「生徒がいじめを受けている」との報告を受け、担任らが対応を検討した事は認めたが、当時はいじめではなく喧嘩と認識していたと説明した。学校側と監督する教育委員会も当初自殺の原因はいじめではなく家庭環境が問題と説明していた。

## 学校と教育委員会の対応

### 担任の対応
クラス担当の担任は、自殺した生徒より相談や暴力行為の報告を受けていたが、適切な対応をとらなかった。自殺後の保護者説明会にも姿を見せず、在校生徒に取材を避ける旨の放送とプリントの配布が行われ、事件直後より2013年3月まで休職し、教育委員会や第三者調査委員会（後述）の調査にも支障をきたした。また遺族には謝罪を行わなかった。

### 1回目のアンケート
被害生徒の自殺の原因究明のため、10月中旬に全校生徒860人を対象にアンケートが行われた。その結果は以下のようなものであった。
- 「暴力」に関する記述は138件あり「トイレで殴られた」「廊下でおなかを蹴られた」「鉢巻きで首を絞められた」「体育大会で集団リンチのようなものにあっていた」等があった[33]。
- 「金銭要求」は13件、「万引きをさせられた」が11件あった[33]。
- 「暴言・嫌がらせ」は173件で「おまえの家族全員死ね」と言われたり、蜂の死骸を食べさせられそうになったり、顔に落書きされたなどの回答もあった[33]。

また、16名の生徒より「（男子生徒が）自殺の練習をさせられていた」との回答を得ていた。体育館での暴行についても10名の生徒が直接目撃したと記載した。加害者とされる生徒は「死んでくれて嬉しい」「死んだって聞いて笑った」と記載した。しかし、市教育委員会は真偽が確認できないとしてアンケートの結果を公表せず、男子生徒がいじめを受けていたことは認めたが、いじめと自殺との因果関係は不明とした。アンケートの結果を学校側が集計したものは遺族に渡されたが、その際に「部外秘」とする確約書へ署名させられた。
また、同中学校の加害生徒3人が被害生徒に粘着テープを貼ったとされる暴行をめぐり、在校生2人が産経新聞の取材に対し「ミイラのように体中ぐるぐる巻きにされているのを見た」「脚に貼られ一気に剥がされたのを目撃した」などと証言した。この生徒のうち一人は「先生に言おうと思ったけど、伝えたらさらに激しくなると思い、伝えなかった」と話した。別の2年生の男子生徒も「男子が（粘着テープを）脚に貼られ一気に剥がされているのを目撃した。脛毛を抜かれているような感じだった」と話した。一方、学校が自殺直後に実施した全校アンケートでは、14人（うち記名11人）の生徒が体育大会で暴行を目撃したと回答。このなかでも、粘着テープを口に貼られていたとの内容のほか「足の脛にもガムテープを貼られた後、勢いよく剥がされ、痛がっていた」（記名）や「ぐるぐるにされている人をみた」（無記名）との証言があった。

### 2回目のアンケート
1回目のアンケート調査結果を踏まえ、さらに事実を知りたいという遺族の希望があり、2011年11月に学校は2回目のアンケート調査を実施した。2回目のアンケート調査では「葬式ごっこをした」「『自殺の練習』と言って首を絞めた」などのいじめを示唆する回答があったが、学校側は1回目のアンケート調査と同様に事実関係の調査を実施せず、調査結果の公表もしなかった。また、教育委員会には「新たな情報は確認できなかった」と報告し、本件の調査を終了した。

### 学校と教育委員会への批判
のちに「いじめた側にも人権がある」として『教育的配慮』より加害者の生徒に聞き取り調査は実施しなかったことが明らかとなった。また調査自体も3週間で打ち切っていた。特に「いじめた側にも人権がある」とする大津市教育委員会の姿勢に対しては非難が殺到した。2回目のアンケート調査には「男子生徒が先生に泣きながら電話でいじめを訴えたが、あまり対応してくれなかったらしい」との指摘や「先生もいじめのことを知っていた」「いじめをみて一緒に笑っていた」などの記述も15件あったが、それらを拾い上げていなかった。その理由として学校側は「記載を見落としていた」とした。
2013年1月29日、生徒が自殺前に「死にたい」と同級生に相談していたことを、学校側が自殺直後の調査で把握していたことが同市教育委員会への取材で分かった。校長は調査を受け、自殺の6日後の2011年10月17日にあった職員会議で、いじめとの因果関係がある可能性を認めていた。学校は同日、全校生徒を対象にしたアンケートを開始。市教委は同年11月、いじめがあったと認定したが、自殺との因果関係は認めていなかった。しかし、この時点で、学校側が行った調査の存在は遺族には伝えられていなかった。市教委によると、学校側は自殺翌日から在校生20人近くに聞き取り調査を実施し、その中に自殺前の11年9月、塾で男子生徒から相談を受けた同級生の証言があった。男子生徒は「死にたい」と言っていたが、理由については言及しなかったという。また他の生徒への調査で、いじめがあったことが判明した。

### 学校側供述の変化
しかし学校側は、それまで「男子生徒が自殺するまでいじめを認識していた教諭はいなかった」としていたが、校長が9月18日に緊急記者会見を開き「少なくとも教諭3人がいじめを認識していた可能性が高い」と従来の説明を一転させた。また、複数の教諭が男子生徒への「いじめ」を自殺前から認識していたとする内容を生徒指導担当教諭が文書に記録し、校長に提出していたことも判明した。この文書は、男子生徒が自殺した日に作成された「生徒指導連絡書」で、同校の生徒指導担当教諭が問題の経過を教諭らに聞き取って纏め、校長に提出した。それによると、自殺6日前の同月5日、男子生徒が同級生から校内のトイレで暴力行為を受けたことについて「被害生徒を呼びつけ、殴る」「加害生徒の身勝手な行動を『いじめ行為』ととらえ、被害生徒と加害生徒を呼んで指導」などと経緯を記し、自殺前から2年生を担当する複数の教諭が「いじめ」を認識して対応にあたっていたことが示されていた。市教委によるとこの連絡書は県警が加害者の暴行容疑の関係先として学校を捜索した際に押収したうちの一つで、事実確認のため関係資料を探していた市がコピーを受け取り、18日に遺族による損害賠償請求訴訟の第3回口頭弁論で証拠として提出した。

## 第三者調査委員会
大津市の越直美市長は、市長の下に第三者調査委員会を設立し、独自調査を依頼した。5人の委員は元裁判官や弁護士、大学教授らで構成され、今後のためのモデルにしたいと述べた。副委員長には明石花火大会歩道橋事故の遺族側代理人を務めた渡部吉泰弁護士が選ばれた。委員の選出については大津市側のみならず、遺族側からの推薦で選任が行われた。市や教育委員会からは段ボール箱10箱分の資料が提出された。越市長は「学校や市教委の調査は不十分で、杜撰だった。再調査で事実を徹底的に明らかにしてほしい」と述べ、真相解明への期待感を示した。2012年8月25日から8月26日にかけ初会合が開催された。
2012年12月22日、大津市役所での第11回会合で最終報告書を2013年1月20日を目処に纏める方針を決めた。当初は年内を目指していたが、関係者への聞き取り調査が難航し遅延した。会合後、記者会見した横山巌委員長は「20日に完成させて、1月末には市長に提出したい」との意向を示した。また、県警が加害者らを書類送検するなどの方針を固めたとの動向については「警察の動きに関係なく、淡々とやるべきことをやる」と話した。
2013年1月31日、調査委員会は自殺の直接の原因は同級生らによるいじめであると結論付けた。また大津市教育委員会やいじめ側の家族らが主張した「家庭環境も自殺の原因となった」という点については、「自死の要因と認められなかった」と否定した。

## 刑事事件として

### 被害届の不受理
遺族は大津警察署に対して、3度にわたり被害届を提出した が「被害者本人が自殺しており存在していない」として受理されなかったが、このことが大きく報道されると一転して受理するに至った。父親は7月18日、男子生徒に対する行為45件について暴行や恐喝、強要、窃盗、脅迫、器物損壊の6つの罪で加害側の同級生3人を刑事告訴した。父親は告訴後、弁護士を通じて「事実が解明され、加害少年が罰を受け、しっかり更生することを望みます」とのコメントを公表した。一方でインターネット上からは「どうせ渋々受理したんだろう」と警察への不信感を覗かせる声が噴出した。
滋賀県警察はこのうち、2011年夏頃から自殺した同年10月までの間に、3人が男子生徒に行った行為を家宅捜索での押収資料や生徒らへの聞き取りで捜査した。これに対して加害者側は「いじめではなく遊びだった」と一貫して容疑を否認している。

### 強制捜査
滋賀県警は7月11日夜、被害者への暴行容疑の関連先として市教育委員会と学校に対して強制捜査を実施した。いじめが背景にある事件の場合、学校や教育委員会から証拠の任意提出を受けるのが一般的で、強制捜索に至るのは異例。木原育子（『中日新聞』大津支局記者）は、それまでの大津署の不適切な対応（遺族の再三の被害届を「捜査はしている」としながら受理しなかったことなど）が報じられたことで、県警の威信はそれまでに大きく傷ついており、この時点で捜査に動くことについては「批判をかわしたい警察の意地」と世間に映る可能性が憂慮されたことや、当時はXの同級生たちが高校受験を控えた3年生に進級していたことから県警内部でも慎重論が挙がっていたが、最終的には「市教委の調査では限界。安心して暮らせる県であることを証明したい」という捜査機関としての思いが勝り、Xの月命日である同日、生徒の下校を待って学校と市教委へ捜索に入ったと評している。
学校では7月12日に緊急保護者会が開催され、学校側より強制捜査を受けるまで至った一連の経緯が保護者に説明された。保護者からは「納得いく説明がない」などと厳しい批判が噴出し、保護者会は3時間を超えて続けられた。保護者らが求めた担任からの説明もなく、それに対する保護者らの不信感が増したとされた。校長は、担任が会場に姿を見せなかったことに関しては「私の判断で出席させていない」とした。
滋賀県警が学校への強制捜査に入ったことを受け、『中日新聞』および『東京新聞』は翌12日の朝刊からそれまで秘匿していた学校名を実名報道に切り替えた。

### 書類送検・少年審判
2012年12月27日に滋賀県警は、加害者3人のうち2人を書類送検した。残る1人は当時は刑事罰の対象とならない13歳であったことから、暴行などの非行事実で児童相談所に送致した。県警は本件に関連する27件の犯罪行為を検討し、暴行、器物損壊、窃盗の3容疑、計13件について立件。一方で、一人一人の容疑や非行事実は、少年事件を理由に明らかにしなかった。認否に関しても詳細は述べず、犯罪行為自体を否認したり、行為を認めたものの犯意を否定したりしているなどとだけ説明した。県警の大山洋史生活安全部参事官はいじめはあったとしながらも、自殺との因果関係は「推測や臆測で説明すると誤解を招く」と述べ、結論は出なかったとした。当初、被害届を3回にわたり不受理としたことを「もう少し被害者の痛みに心を動かすべきだった」とし、遺族に謝罪した。
なお、男子生徒が窓から落ちる練習をさせられていたとされる「自殺の練習」については、他の生徒らからの聞き取りの結果、詳しい内容などは確認できず、度胸試しの一環であったと判断し、強要容疑での立件は見送る方針だという。一方で、学校などへの捜索容疑になった体育祭で男子生徒の手足を鉢巻きで縛るなどしたとする暴行容疑については「体育祭での行為は、遊びで同様の行為をしていた生徒が多く、犯罪との区別が難しい」として、立件の可否を慎重に検討しているとした。また、3人のうちの1人による女性教師暴行事件の件及び別の1人が他の同級生に対して起こした暴行事件(いずれも後述)でも書類送検などの処分が取られた。
その後、2014年（平成26年）3月14日、大津家庭裁判所は加害者3人のうち、2人を保護観察処分、1人を不処分とした。

## 民事損害賠償

### いじめに関しての賠償請求
2012年2月24日、加害者とされる同級生3人とその保護者および大津市を相手に、遺族は約7720万円の損害賠償請求を求めて大津地方裁判所に提訴した（大津地方裁判所平成24年(ワ)第121号 損害賠償請求事件）。これに対して大津市は当初争う姿勢を示したが、事実関係が明らかになると態度を変えて、和解に向けて交渉する意向を越直美市長が示した。一方大津市教育委員会の教育長は、和解の意向は市長の独自判断であり、教育委員会としては従来通り「いじめと自殺との関連性は判断できない」とし、市の判断は受け入れ難いとした。その一方で外部の調査機関の判断があれば結果は真摯に受け止めるとも述べた。加害者側とされた保護者は、事実誤認があるとして同校の校門でビラ配りを行うとともに、自殺は被害者宅の家庭環境が原因であるとした。
2013年1月30日、遺族側は、学校がいじめを認識しながら、市教育委員会や学校の指導マニュアルに沿って対応しなかったとして、市の過失を訴える書面を大津地裁に提出した。
2015年3月17日、大津地裁は大津市が設置した第三者委員会の報告書に基づき、いじめの存在を認定した。また生徒が自殺企図の意向を事前に漏らしていたことも指摘し「学校や教委は適切に措置していれば自殺を防げた」と判断した。これを元に、大津市側の安全配慮義務違反を認め、支払い済みの見舞金2800万円に加えて和解金1300万円を支払い、学校や市教委が謝罪するとの内容の和解勧告が提示され、大津市と遺族側とで和解が成立した。加害者とされる生徒との裁判は分離され、審議が継続されることとなった。
2019年2月19日、大津地裁は同級生3人のうち2人に対して、約3758万円の支払いを命じる判決を言い渡した。他の1名に関しては、一体的となっていじめに加担したとは言えないという理由から、損害賠償及び管理責任を認めない判決となった。
2020年2月27日、大阪高裁の二審では元同級生2人に計約3750万円の支払いを命じた一審の判決を変更し、賠償額は2人に計約400万円にまで大幅に減額、支払うよう命じた。賠償額については、両親が別居していたことや男子生徒が無断外泊した際に父親が顔をたたくなどしていたことなどを踏まえ、両親側にも家庭環境が整えられずに男子生徒を精神的に支えられなかった過失があるとして、損害額から4割を減額。大津市からの和解金の額などを差し引いた計約400万円が相当とした。
2020年３月12日、両親側は大阪高等裁判所判決を不服として最高裁判所に上告した。
2021年1月21日、最高裁判所第１小法廷（小池裕裁判長）において、両親側の上告を棄却し約400万円の支払いを命じた大阪高等裁判所の判決が確定した。

### アンケートに関する精神的苦痛の賠償請求
2012年9月、アンケートの結果を受け取る際に「部外秘」とする不当な確約を迫られたことに対する精神的苦痛を理由に、遺族は大津市に慰謝料100万円の賠償請求を行った。これに対して大津市は11月2日、市の責任を認める答弁書を大津地裁に提出し「遺族の心情を損なった」と謝罪した。弁論後に記者会見した父親は「これを機に大津市が、日本で一番、安全で安心な学校教育が行われる市になれば息子の本望だ」と述べた。賠償額については、議会の同意が必要となることから、市長のみの判断で認諾できないため、裁判所の指示に従うとしている。
2014年1月14日、大津地方裁判所は大津市が原告に対して30万円を支払うように命じた。

### 余罪
捜査の過程で、加害者の1人が2012年5月下旬に女性教諭への暴力事件を起こしていたことも、同年7月に学校などを家宅捜索して押収した資料や学校関係者への聞き取りにより発覚した。捜査関係者などによれば、事件は体育館での修学旅行の事前指導中にあった。少年が理由もなく帰宅しようとしたため女性教諭が制止したところ、少年が複数回殴る蹴るの暴行を加えた。この事件の直前にはいじめに関する民事訴訟の第1回口頭弁論が開かれており、捜査関係者は、学校側が訴訟への影響に配慮し県警に相談をしなかった可能性もあるとみている。教育委員会は当初、報道機関の取材に「暴れる生徒を教師が止めようとして小指を負傷した」と説明していたが、実際は小指骨折のほか、顔や胸、脇腹など計5カ所に打撲やすり傷を負い、病院で全治1カ月の重傷の診断を受けたという。学校側は当初県警に事件の相談はしなかったが、市教委により県警へ被害届を出すよう指導された9月以降、大津署に被害届を提出した。
加害者の1人で、事件後に京都府内の市立中学校に転校した生徒が、2012年6月12日に同級生に対して殴ったり所持品を燃やすなどの行為を行っていた。被害者からの被害届をうけ京都府警はこの生徒を傷害容疑で書類送検した。

## 関係者の処分
事件に関連して学校で5人、教育委員会で2人の処分が行われた。
事件発生時の校長は、2013年2月26日に男子生徒へのいじめに適切に対応するための体制づくりを怠ったこと、教員らへの指導・監督を怠ったこと、保護者や社会に説明責任を果たさなかったこと、以上の責任に対して減給10分の1（1カ月）の懲戒処分を受け、同日に依願退職した。事件当時の教頭2名が文書訓告、被害者の在籍していた学年主任が厳重注意処分となった。
教育長および教育部長は減給相当の処分と判断されたが、すでに退職していたので処分は実施されなかった。退職金は規約通り満額支給されたが、これに対して遺族は強い不満を表明した。また教育長が『自殺の原因は家庭環境が問題であり、いじめが原因ではない』と当初表明したことについても未だに謝罪も説明もないとして、退職金の公庫返納を求めた。
2013年5月17日、教育委員会は男子生徒の担任であった男性教諭に対して「教員としての職務上の義務を怠り、教育公務員としての信用を著しく失墜させた」として、減給10分の1（1カ月）の懲戒処分とした。第三者調査委員会は、担任が意図的にいじめの認知を回避しようとしていた感があるとして、報告書で担任の対応のまずさを指摘した。これに対しては遺族側の家族が「学校、教育現場に、よりよい教育現場を作ろうとする意欲が感じられないことを改めて思い知らされ、愕然とする思いだ」と県教育委員会を批判した。教諭は2013年3月より職場復帰しているが、事件から1年半経過した時点でも、遺族には説明や謝罪を行っておらず、遺族は「男性教諭からまだ謝罪を受けていない。本人の口から、この問題をどう思っているか聞きたい」と述べた。

## 反響

### 文部科学省
2012年7月10日に平野博文文部科学大臣は記者会見で、大津市教育委員会による再調査の進展次第では文部科学省が直接大津市教育委員会への調査に乗り出す方針を示した。また文部科学省でも既に2度のアンケート調査の複写を入手し内容を独自に検討していることを明らかにした。学校でのいじめに関しては、国としても今度の再発防止の対策の検討を始めることを明らかにした。

### 大津市長
大津市の越直美市長は、2012年7月6日の定例会見で、学校と教育委員会の調査が不十分であったことを認め、再調査を明言した。その後、遺族推薦の委員含む第三者調査委員会を市長直轄として立ち上げ、徹底した原因調査に取り組んだ。これにより市長に不信感を抱いていた遺族も、越市長の対応に感謝と信頼を示した。
第三者調査委員会の報告書を受け、市長部局としていじめ対策推進室を新設、常設第三者機関として、大津の子どもをいじめから守る委員会を設置するなど、積極的な教育改革に取り組んでいる。
県教育委員会による担当の教師についての処罰が、僅か数万円の減給1カ月間のみに終わったことについて強い不快感を表明し、教育委員会に対しても改めて不信感を表明した。また、教員の処分を始めとする人事上の任免権を県教育委員会が持っており、行政が関与できない制度は問題があるという見解を表明した。
教職員の処分が甘すぎるという大津市長の指摘に対して、河原恵滋賀県教育長や嘉田由紀子滋賀県知事は、相応の処分だと反論した。
越市長は事件後に市長に就任した視点から事件を振り返り、第三者調査委員会を立ち上げる経緯、そして大津市の新たな取組み、教育委員会制度の問題点等を著書『教室のいじめとたたかう　大津いじめ事件・女性市長の改革』にまとめ、巻末に遺族が寄稿し、越市長はいじめ問題の日本全国の先頭を切って問題解決に取り組んでいると評価し、教育行政の改革の同志であるとしている。

### 橋下徹
大阪市の橋下徹市長は2012年7月12日、大津市教育委員会の一連の対応を、保護者視点と世間の感覚から酷く乖離していると批判し「日本の教育行政の膿中の膿。教育委員会制度が機能していない象徴例だ」と指摘するとともに、大津市長による事態の収拾と改善を要望した。

### マスコミ
東京新聞は「いじめ自殺 隠すことが教育なのか」と題する社説を掲載した。調査を3週間しかせず、その結果も自主的公表もせず、加害者への聞き取り調査もせず「自殺といじめの因果関係は判断できない」と結論づけたのはあまりに拙速で無責任すぎると批判した。また学校や教育委員会が組織を守ることを優先し、子供の立場に立てなかった不明を深く反省すべきだと指摘した。
広島県の中国新聞は「大津の第三者委 いじめ解明のモデルに」と題する社説を掲載し、教育委員会が調査に加わった場合「身内」である学校側への追及は甘くなりがちであり「事なかれ主義」で事実に看過することが繰り返される恐れがあるので、外部の識者だけで構成された調査委員会が必要であると訴えた。

### 評論家
教育評論家の尾木直樹は「生徒からこれだけいじめの報告が出てくるケースは珍しいですが先生方の感覚が麻痺している。加害者側と一緒になって笑っていることなど感性が教師のレベルに達していない」とコメントした。また、教育委員会は戦後日本の教育における「癌」になっており緊張感が足りないとして学校と教育委員会が相互に評価しあうシステムなどが必要だと提言した。
藤原和博東京学芸大学客員教授も、本事件では教員集団の「隠蔽体質」や「事なかれ主義」が感じられ、そのことは2006年に自分が文部科学省の対策チームに加わって感じたものと同じものであるとし、それらの背後にあるのは教員集団での強固な「親分-子分関係」であると述べた。また、それらを打破するためには、校長に民間人を大量投入して学校や教育委員会で身内だけの論理を通用させなくする必要があると主張した。

## 事件が行政に与えた影響

### いじめ防止対策推進法
2013年4月、与野党6党によって「いじめ防止対策推進法案」が国会に提出された。自民党・公明党は、保護者には子供の規範意識指導が求められることを明記し、自治体や学校には、加害生徒に懲戒や出席停止措置を講じるよう求めたが、野党側は「国が家庭教育に介入すべきではない」「厳罰化では解決しない」と批判的で協議は難航。一時は成立が危ぶまれた。2013年6月21日、参議院本会議で賛成多数により可決成立した。社民党、共産党は、教育現場の意見が十分に反映されていないとして反対した。本事件では、教育現場での隠蔽体質が問題視されたので、重大ないじめの場合には自治体や文部科学省への報告義務が課せられた。また、いじめへの対応がなされず自殺に至ったことより、各学校にいじめ対策の為の組織を常設するよう定められた。インターネット上でのいじめについても対策が強化された。いじめが犯罪行為を伴う場合は、ただちに警察への届出を行うことも明記された。

### 滋賀県への影響
この事件を受け、大津市議会の自民党系会派が「いじめ防止条例案」を提案する方針を固め、2013年2月19日に可決された。
大津市長直轄の「いじめ対策推進室」と、実態調査を行う常設の第三者機関「大津の子どもをいじめから守る委員会」を2013年4月に設置することが決まった。推進室は、越市長の「教育委員会任せにせず、市が主導して対策を進める」という意向を反映し、弁護士や臨床心理士、滋賀県警派遣の警察官を含む8人が常駐する体制で、生徒や保護者からの相談を受ける。
滋賀県警は本事件を受け、2013年度より県警本部少年課に20人態勢の「少年健全育成室」を設置した。県警本部少年課に学校専門の部署を置くことで迅速な対応が出来るようにするのを目的とする。

## 事件後に多発したいじめの被害届
本事件に倣って、全国で学校でのいじめに対する被害届が各地の警察に殺到し、2012年前半期のいじめが原因で全国の警察に摘発、補導された児童・生徒は、前年同期より4割増加し、2012年通年は例年の2-3倍となった。各学校は『いきなり警察に被害届を出すのではなく、まず学校に相談を』と対応に追われた。一部では「進学したいなら警察には言うな」と隠蔽工作を行う学校もあった。一方で文部科学省は、犯罪的ないじめの場合は一刻も早く警察に被害届を出すようにするとする通達を2012年11月に発して、教委や学校に警察への早期連絡と連携を求めた。

## 本事件に関連して発生した事件

### インターネットによる人違いデマ中傷
加害者の親や親族であるとして、大津市内の元警察官と女性がインターネットで氏名が公開され、それらの元にも中傷が殺到した。のちほど人違いであると判明し、滋賀県警は東京都目黒区内の男性 と兵庫県川西市の男性2人を名誉毀損の疑いで書類送検した。目黒区の男性は2012年7月8日頃、自身のブログに何者かが書き込んだ、いじめ問題と関係のない大津市在住の60代女性が関係者であるかのような事実無根の内容を別のサイトに貼り付けて拡散させた疑いがもたれた。大津警察署と草津警察署は2012年9月下旬、この2人の自宅を家宅捜索し、パソコンなどを押収。大津市では2012年7月、市内の女性団体会長の女性が同級生の母親だと事実とは異なる書き込みがされ実名も掲載された。団体の事務所に不審な電話が相次ぐなどの被害もあった。また、草津市の元警察官も同級生の祖父だと誤った情報とともに実名や勤務先がインターネット上に掲載され、職場に無言電話などが多数寄せられる事態になっていた。女性と元警察官は2012年7月、それぞれ大津、草津両署に被害届を出していた。なお、目黒区の男性については大津地検は2012年12月25日までに不起訴処分にした。処分は12月21日付で、詳しい内容と理由は明らかにされていない。
滋賀県栗東市の病院職員の男性を加害者の祖父であるとする事実無根の内容をブログに掲載したとして、兵庫県西脇市の男性が名誉毀損罪で略式起訴され、大津簡易裁は罰金30万円の略式命令を出した。本件については民事で慰謝料165万円を請求する提訴も大津地裁になされた。
タレントのデヴィ夫人が2012年7月10日に自身のブログで、加害者及びその関係者と当人が思い込んだ人物らの実名や顔写真を公開する中で、加害少年母親の実名（正確には加害少年の姓と写真女性の名前のミックス）と共に女性の写真を公開して、加害者の関係者らを強く批判したが、加害少年母親については人違いであった。加害少年母親と誤認された人物は少年の父親とみられる男性が一緒に写った社員がネット上で流れていたとされる。人違いが判明したため翌日この写真などは削除されたが、デヴィ夫人から謝罪の意思が見られないことより、この女性はデヴィ夫人を相手に1100万円の損害賠償などを求める訴訟を神戸地方裁判所伊丹支部に起こした。デヴィ夫人は「写真の女性が加害少年母親であると述べてない」「加害者少年親族の写真を掲載する趣旨で掲載し、女性が加害少年母親と言及する意図はないです」と主張していたが、2014年2月17日に神戸地方裁判所は「普通の読み方をすれば、女性が加害少年母親であると誤信させる可能性が高い」と判断され、デヴィ夫人の行為を「非常に軽率な行為」とし、165万円の支払いを命じた。

### 教育長襲撃事件
事件に対する教育長の対応に腹を立てた埼玉県の男子大学生（当時19歳）が、8月15日午前7時50分ごろ大津市役所別館2階の教育長室で、教育長をハンマー（長さ約30cm）で襲う事件が発生した。男子学生は針金で教育長の首を絞めようとしたが駆けつけた職員らに取り押さえられた。教育長は頭部骨折や顔面打撲で3週間休職した。男子大学生は殺人未遂容疑で逮捕され、8月31日から12月10日まで大津地検に鑑定留置された。この事件に対して「よくやった」「教育長は殴られて当然だ」「（教育長は）殺されればよかったのに」とする襲撃支持の意見が大津市教委に16,000件も殺到した。この大学生について大津地検は2012年12月14日、殺人未遂と建造物侵入の非行事実で大津家裁に送致した。大津家裁は同日、男子学生を2週間の観護措置とすることや、事件をさいたま家庭裁判所に移送することを決めた。その後、大学生は自主退学し、中等少年院に送致された。
なお、被害に遭った教育長は12月24日付で退任した。教育長は退任を前に12月20日に開かれた教育委の定例会で「このようなときに退任をさせていただくことは心苦しく思っております」と挨拶した上で、対応について「遺族からそっとしておいてほしいと申し出がありましたが、直ちに調査に取り組むべきだった」と陳謝した。また「警察の捜査や第三者調査委員会の調査、民事裁判が継続され、全容が解明されると思っています」とも述べた。また自身の今後については「第三者委の経過を見守り、裁判の結果をしっかり受け止めたい」と話した。定例会では、いじめ対策の担当者を市内の各小中学校に置いた9月以降、いじめの認知件数が小学校で41、中学校で33と大幅に増加したことなどが報告された。

### 中学校爆破予告事件
2012年7月9日、被害者が通学していた中学校に「いじめに関わった生徒と教師はカメラの前で謝罪しろ、さもないと中学校と大津市教育委員会、警察を爆破する」とした封書が届けられた。これによって中学校は7月10日に休校する事態となった。同年7月31日、威力業務妨害の疑いで埼玉県上尾市の高等学校2年の男子生徒が逮捕された。大津地方検察庁は男子生徒を威力業務妨害の非行事実で大津家庭裁判所に送致し、家裁は2週間の観護措置とした。

### その他の事件
2012年7月12日、加害生徒を殺害するとの脅迫文を滋賀県知事に郵送したとして、大津警察署は脅迫の疑いで、愛知県武豊町の69歳の男性を逮捕した。
2013年3月11日、同校の卒業式の前日に、同校の施設の窓ガラス4枚が小石で破壊されているのが発見された。また「校長は自殺しないのか」と書かれた紙とカミソリが入った封筒が同校に届いた。大津警察署は器物損壊事件および脅迫事件として対応した。

## 特記事項
- 2013年3月12日、自殺した中学生が在籍した学年（290人）の卒業式が開催された。自殺した生徒の父親も参加し、校長室で新たに赴任した新校長より卒業証書を受け取った[105]。
- 被害者遺族は訴訟費用をまかなうために2012年7月16日に、訴訟の支援を訴えるホームページを作成した（下記外部リンク参照）。開設翌日の7月17日だけで36万件のアクセスがあり、7月19日までに訴訟を支援する寄付金が252件・185万円となった[106]。寄付金はその後も増え、2012年11月には1000万を超えた。
- 教育委の教育長は、2回目のアンケート調査を実施した直後にオーストラリアのモスマン市の視察に出張し5日間滞在した。視察後、この時期に視察に行く必要があるのかと批判を受け、教育長は不適切であったと認めた。視察に行ったことにより非難を受けたことはオーストラリアの新聞にも掲載された[107]。
- 2013年3月、 共同通信社大阪社会部のいじめ取材班が、緊急レポートとして新書「大津中2いじめ自殺〜学校はなぜ目を背けたのか」（PHP研究所）を出版。事件の全体像だけでなく、事後調査の在り方、被害者・遺族の置かれる状況、学校現場の課題などさまざまな角度から論じられている。なお同取材班の根本裕子記者は、社会で大きく注目されるきっかけとなった「自殺の練習」スクープで疋田桂一郎賞[注 1] を受賞。シリーズ連載「しまい込んだメッセージ」「真相に届かない」「先生はどこへ行った」など一連の報道も高い評価を受け、坂田記念ジャーナリズム賞特別賞を受賞した。
- 2012年7月6日、フジテレビの情報番組『情報プレゼンター とくダネ!』にて、被害者遺族が市や加害生徒を相手に損害賠償を求めた訴訟の準備書面が、関係者の実名などを黒塗り加工した上で放送されたが、この資料の映像は関係者の名前の一部が判読できる状態で放送されていたことが翌日の7月7日になって判明[108]。問題発覚後の7月9日、同局は同番組内で謝罪したが、同月9日までにはその画面の画像について、名前がよくわかるような状態に加工されてインターネット上に流出していることが報じられた[109]。